# مرل یگر
مرل یَگر (استونیایی: Merle Jääger؛ زادهٔ ۱۹ اکتبر ۱۹۶۵) بازیگر، شاعر و نویسنده زن اهل استونی است.